# ТЕС Gorou Banda
13°25′48.6″ пн. ш. 2°7′12.4″ сх. д. / 13.430167° пн. ш. 2.120111° сх. д.

ТЕС Gorou Banda — теплова електростанція на заході Нігеру, у кількох кілометрах на південь від його столиці міста Ніамей. З моменту введення першої черги стала найпотужнішою станцією в країні, випередивши вугільну ТЕС Anou Araren (створювалась передусім для забезпечення роботи уранових рудників регіону Агадес).
Першу чергу станції у складі чотирьох дизель-генераторів компанії MAN типу 18V48/60TS одиничною потужністю 20 МВт ввели в експлуатацію у квітні 2017-го. Проект профінансували Західноафриканський банк розвитку та Ісламський банк розвитку, а підрядниками будівництва виступили китайські компанії Sinohydro (генеруючі потужності) та TBEA (підстанція та лінії електропередачі).
Також у 2016-му оголосили тендер на спорудження другої черги потужністю 20 МВт.